# بيث ويلكينسون
بيث ويلكينسون (بالإنجليزية: Beth Wilkinson) هي محامية أمريكية، ولدت في 1962 في ساراتوغا سبرينغس في الولايات المتحدة.